# 야나가와역 (야마나시현)
야나가와역(일본어: 梁川駅, やながわえき)은 일본 야마나시현 오쓰키시에 있는 JR 동일본 주오 본선(주오 쾌속선)의 철도역이다.

## 타는 곳
| 1 | ■주오 본선 | 오쓰키・고후・고부치자와 방면       |  |
| 2 | ■주오 본선 | 다카오・다치카와・신주쿠・도쿄 방면 |  |

## 역세권 정보
- 국도 제20호선
- 가쓰라강

## 역사
- 1949년 4월 1일: 영업 개시.
- 1985년 3월 1일: 역사무원 배치 해제.
- 1987년 4월 1일: 일본국유철도 분할 민영화에 의해, 동일본 여객철도가 승계.
- 1990년 11월 23일: 신좌파가 방화함으로 역사가 소실.
- 1992년 4월: 역사 복귀.
- 2001년 11월 18일: IC 카드 스이카 사용 개시.
- 2016년 3월: 새 역사 완공.

## 사진

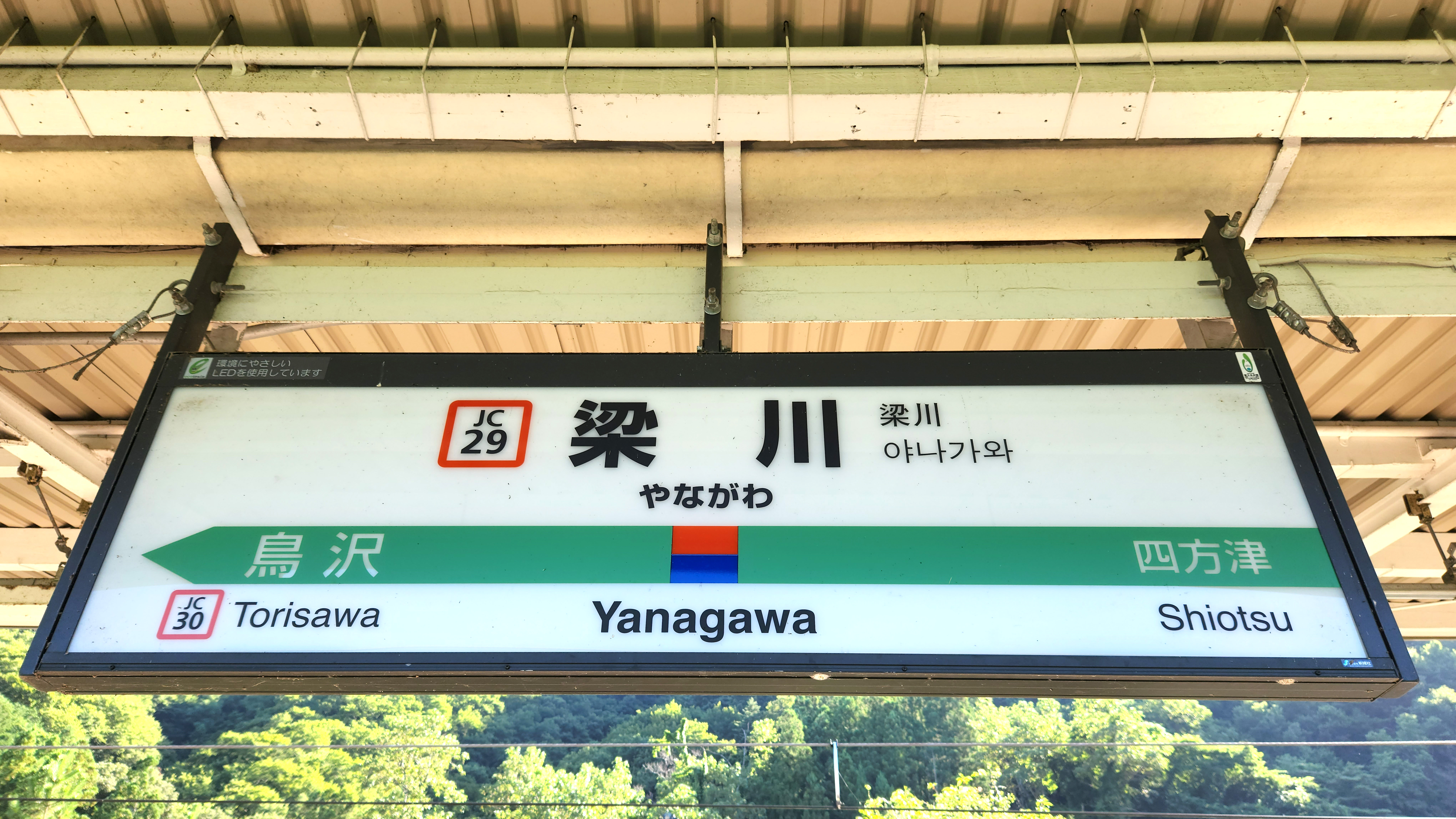
역명판(2022년 7월 30일)
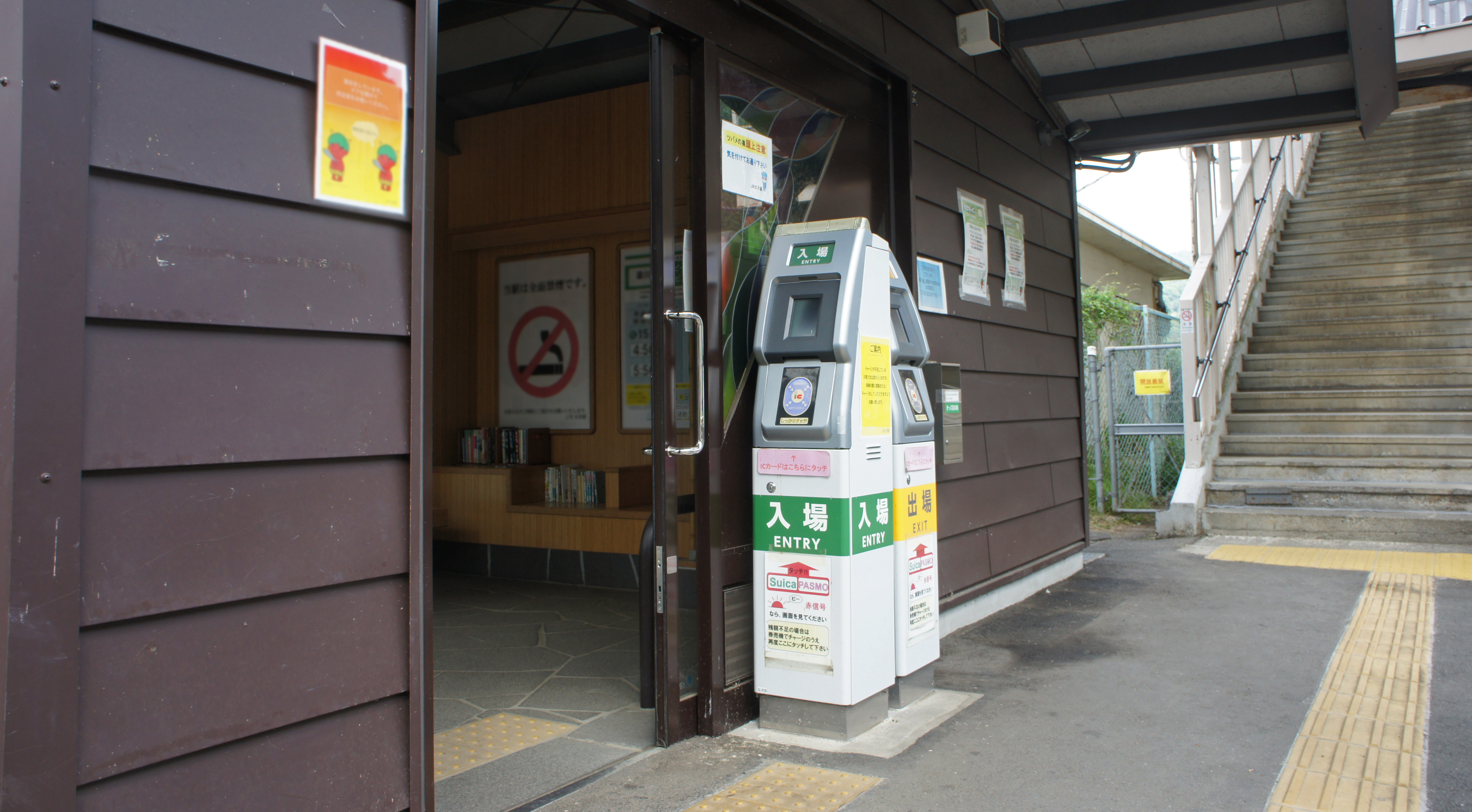
개찰(2021년 5월 15일)
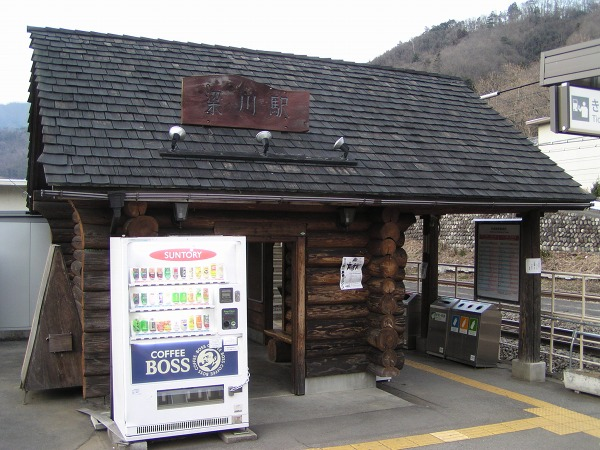
1992년부터 2016년까지 사용된 역사 모습(2006년 1월 5일)

## 인접역
| 동일본 여객철도 주오 본선  | 동일본 여객철도 주오 본선 | 동일본 여객철도 주오 본선    |
| -------------------------- | ------------------------- | ---------------------------- |
| JC 28 시오쓰 도쿄 방면     | 주오 쾌속선               | JC 30 도리사와 오쓰키 방면   |
| JC 28 시오쓰 다치카와 방면 | 주오 본선 보통            | JC 30 도리사와 마쓰모토 방면 |